# Görögország zászlaja
Görögország zászlaja hazájának több évezredes történelme ellenére igen fiatal.

## Története
A mai zászló színeit 1828-tól kezdve csak a görög felségjelzésű hajókon használták. A polgári lobogót akkoriban kék hátterű fehér kereszt alkotta. A Görög Királyság létrejöttekor a kereszt közepére egy stilizált aranykoronát helyeztek, amit 1822 és 1833, 1924 és 1935, 1941 és 1944, 1967 és 1970, valamint  1975 és 1978 között kivágtak. A zászló mai formáját hivatalosan csak 1978-ban fogadták el. 

A balkáni görögök zászlaja 1769-től az 1821-es forradalomig
Az 1821-es forradalom zászlaja
Görögország zászlaja 1822-től 1833-ig
Görögország zászlaja 1833-tól 1858-ig
Görögország zászlaja 1858-tól 1863-ig
Görögország zászlaja 1863-tól 1924-ig
Görögország zászlaja 1924-től 1935-ig
Görögország zászlaja 1935-től 1941-ig
Görögország zászlaja 1941-től 1944-ig
Görögország zászlaja 1944-től 1967-ig
Görögország zászlaja 1967-től 1970-ig
Görögország zászlaja 1970-től 1975-ig
Görögország zászlaja 1975-től 1978-ig
Görögország jelenlegi zászlaja 1978 óta

## Leírása
A zászlót kilenc vízszintes sáv alkotja, amely öt kék és négy fehér csíkból tevődik össze. A lobogó bal felső sarkában egy kék háttér előtt álló fehér kereszt látható. Ez a kereszt szimbolizálja az ország vallását, az ortodox hitet. A kilenc vízszintes sáv a Szabadság vagy Halál nemzeti mottó görög megfelelőjének (Έλευθερία ή Θάνατος) a kilenc szótagára utal. Az öt kék sáv a Szabadság szóra (E-lef-the-ri-a), míg a négy fehér a "vagy Halál" szavakra (i Tha-na-tos) utal. 
Egy másik nézet szerint a zászló kilenc csíkja a kilenc múzsára utal, akik az ókori világban a civilizáltság a kultúra megtestesítői voltak. Elterjedt vélekedés szerint a zászló színei is jelentéssel bírnak:  a kék a tenger, míg a fehér a hullámok habjának metaforájaként értelmezhető. 